# Durchgangsheim
Ein Durchgangsheim (D-Heim) war eine Aufbewahrungsanstalt für Kinder und Jugendliche vom 3. bis zum 18. Lebensjahr in der DDR. Die Unterbringung in einem D-Heim war immer mit einem Freiheitsentzug verbunden.

## Geschichte
Durchgangsheime waren Teil der Jugendhilfe in der DDR und unterstanden dem Ministerium für Volksbildung, seit 1965 waren sie de facto den Spezialheimen zur Umerziehung zugeordnet, hatten bis 1987 kein pädagogisches Konzept und galten deshalb als Aufbewahrungsanstalt. Es gab ab 1949 bis 1989 durchschnittlich 18 dieser Einrichtungen, deren Standorte sich teilweise veränderten, deren Kapazitäten und Belegungszahlen jedoch überwiegend unverändert blieben. Jeder Bezirk der DDR unterhielt mindestens ein Durchgangsheim oder eine kleinere Durchgangsstation.
Sie dienten der Unterbringung von Kindern und Jugendlichen, die von zuhause oder aus einem Spezialheim, Jugendwerkhof oder Kinderheim weggelaufen waren. Die „aufgegriffenen Minderjährigen“, die von zuhause weggelaufen waren, blieben nur kurz in den D-Heimen bevor ihre Eltern sie dort wieder abholen mussten. „Aufgegriffene Minderjährige“ die aus Heimen oder Jugendwerkhöfen weggelaufen waren, mussten in den D-Heimen auf ihren Rücktransport warten, bis entsprechende Sammeltransporte in verschiedene Einrichtungen zusammengestellt waren und waren daher längere Zeit in einem D-Heim untergebracht. Die Kosten der Rücktransporte wurden den Eltern in Rechnung gestellt oder den Jugendlichen ab dem 14. Lebensjahr, die im Jugendwerkhof arbeiten mussten, vom Lohnkonto abgezogen.
Jährlich gingen durchschnittlich etwa 10.000 bis 12.000 Minderjährige durch die Durchgangseinrichtungen der gesamten DDR. Im Jahr 1961 waren beispielsweise insgesamt mehr als 16.000 Minderjährige in den Einrichtungen untergebracht, davon 44 % wegen versuchter Republikflucht kurz vor, während und nach dem Mauerbau. In späteren Jahren bis 1989 befanden sich überwiegend Ausreißer von zuhause oder aus Spezialheimen und Jugendwerkhöfen in den D-Heimen. Ab den 1970er Jahren entfielen etwa 70 % auf Ausreißer von zuhause und etwa 30 % auf Ausreißer aus Heimen und Jugendwerkhöfen. Forscher gehen davon aus, dass die Anzahl derer, die aus Heimen und Jugendwerkhöfen weggelaufen waren, weitaus höher lag, da viele von ihnen bereits beim Fluchtversuch aufgegriffen und direkt wieder zurückgebracht wurden.
Ab den 1970er Jahren wurde geregelt, welche Minderjährigen in D-Heimen untergebracht werden sollen:
- aufgegriffene Minderjährige, die aus dem Elternhaus, Heimen oder Jugendwerkhöfen weggelaufen waren
- Minderjährige, die aufgrund von Kindeswohlgefährdung sowie bei Vernachlässigung und Verletzung der Aufsichtspflicht kurzfristig aus dem Elternhaus herausgenommen wurden
- Minderjährige, für die ein Heimaufenthalt beschlossen wurde und deren Verbleib in den bisherigen Verhältnissen die Ordnung und Sicherheit gefährden würde

In der Realität wurden Minderjährige aber auch oft vorläufig in Gewahrsam genommen und in ein D-Heim eingewiesen, ohne zuvor eine Entscheidung der DDR-Justiz oder der Jugendhilfe abzuwarten. Heimeinweisungen oder Einweisungen in einen Jugendwerkhof wurden dann erst nachträglich beschlossen. Die Insassen mussten dann lange Aufenthaltszeiten im D-Heim auf sich nehmen. Gesetzlich festgelegt war eine maximale Aufenthaltsdauer in einem D-Heim von 18 Tagen. Beispielsweise im Schuljahr 1965/66 waren 1808 Minderjährige länger als 18 Tage in einem D-Heim untergebracht, in einzelnen Fällen betrug die Aufenthaltsdauer mehr als ein halbes Jahr. Im Jahr 1976 warteten zum Beispiel im Durchgangsheim Halle auf dem Goldberg insgesamt 310 von 1510 Minderjährigen auf einen Heimplatz und hatten besonders lange Aufenthaltszeiten.
Nach einer Kontrolle der Arbeiter-und-Bauern-Inspektion der DDR im Jahr 1984, die verschiedene Missstände in den D-Heimen aufdeckte und kritisierte, wies die damalige Ministerin für Volksbildung Margot Honecker an, dass in allen D-Heimen keine Kinder unter 10 Jahren und keine Kinder, die nur auf einen Heimplatz warten, eingewiesen werden dürfen. Durch die darauf folgende Unterbelegung, begann man in den größeren D-Heimen bis auf Berlin offiziell mit der Auflösung. Die Institution D-Heim wurde abgeschafft, sein Konzept und die Unterbringungsform aber in Durchgangsstationen fortgeführt. Für renitente Kinder und Jugendliche wurden in den Durchgangsstationen besondere „Aufnahmeabteilungen“ eingerichtet, die sich im selben Gebäude des vorherigen D-Heims befanden. Das Magdeburger D-Heim wurde in einen Jugendwerkhof mit eigener „Aufnahmeabteilung“ umgewandelt. Forscher resümieren, dass der Name verschwunden war, aber die Praxis unverändert fortgeführt wurde.
Alle Durchgangsheime und Durchgangsstationen wurden 1989 aufgelöst und geschlossen. Teilweise wurden die Einrichtungen weitergenutzt, wie beispielsweise in Halle für ein Resozialisierungsprojekt zur Integration ehemaliger Straffälliger und später als Frauenhaus oder in Berlin als Anlaufstelle für einen Jugendnotdienst und später als Thalia-Grundschule.
Zwischen 1949 und bis zur Schließung 1989 saßen etwa 350.000 bis 400.000 Minderjährige in den Durchgangsheimen und Durchgangsstationen der DDR ein.

## Sicherheitsmaßnahmen
Bis Anfang der 1960er Jahre wurden verschiedene Sicherheitsbestimmungen erlassen. Dazu gehörten Regelungen zu Kontrollgängen, der Einsatz von Diensthunden, Einführung von Sicherungsmaßnahmen in allen D-Heimen mit Gittern und Installation von Signalanlagen, die mit dem nächsten Polizeirevier verbunden waren. Darüber hinaus regelten diese Sicherheitsbestimmungen die Wegnahme der privaten Kleidung und Wegschluss der ausgegebenen Anstaltskleidung über Nacht. Die „aufgegriffenen Minderjährigen“ waren in der Einrichtung und im dazugehörigen Gelände „fluchtsicher unterzubringen“. Ab 1961 erfolgte eine geschlossene Unterbringung, die ab 1965 unter anderem das verpflichtende Vorhalten von mindestens vier Arrestzellen in jedem Durchgangsheim und jeder Durchgangsstation vorsah. Ab 1967 wurde diese Regelung auch auf Spezialheime und Jugendwerkhöfe ausgeweitet.

## Arbeitspflicht
Für Jugendliche ab 14 Jahren bestand im D-Heim Arbeitspflicht. Sie hatten Küchendienste zu erledigen, Geschirr und Speisesäle zu reinigen, wurden für Reinigungsarbeiten im Haus herangezogen oder für Tätigkeiten in der Wäscherei oder Näherei. Darüber hinaus waren in größeren D-Heimen Produktionswerkstätten eingerichtet, in denen die Jugendlichen für umliegende Betriebe produzierten. Außerhalb der D-Heime wurden sie unter Bewachung ebenfalls in verschiedenen Volkseigenen Betrieben und in Landwirtschaftlichen Produktionsgenossenschaften eingesetzt. Zu ihren Tätigkeiten gehörte unter anderem:
- Etikettierung von Spülmittelflaschen und Abfüllung von Spülmitteln für den VEB Seifama
- Montage von Stoffbuchsen
- Herstellung von Diarahmen und Etiketten
- Montage von Lampenfassungen
- Montage von Lippenstiften für den VEB Berlin Kosmetik
- Entsteinung von Obst in der Rostocker Konfitüren- und Marmeladenfabrik RoKoMa
- Schlachtung von Fisch im VEB Fischkombinat Rostock

Die Arbeiten enthielten keine Ausbildungsinhalte, sondern dienten lediglich der Beschäftigung der Jugendlichen und der Generierung von Einnahmen für die jeweilige Einrichtung. Die Betriebe zahlten Tariflohn oder vertraglich vereinbarte Pauschalen direkt an die Abteilung Jugendhilfe oder an die jeweilige Einrichtung. Für Jugendliche, die nur kurze Zeit und nicht mehrere Monate gearbeitet hatten, sind keinerlei Lohnzahlungen, Rentenzahlungen, Sozialabgaben oder dergleichen nachgewiesen und sie erhielten auch keinen Lohn ausbezahlt.